# 마쓰바라 시호
마쓰바라 시호(일본어: 松原 志歩, 1997년 7월 7일 ~ )는 일본의 여자 축구 선수이다.

## 구단 경력
나데시코 리그, WE리그의 세레소 오사카, 알비렉스 니가타, 산프레체 히로시마 레지나에서 활동했다.

## 국가대표팀 경력
그녀는 2014년 FIFA U-17 여자 월드컵에 참가할 일본 U-17 국가대표팀에 발탁되었으며, 6경기에 출전, 2득점을 기록했으며 우승에 기여했다. 2016년 FIFA U-20 여자 월드컵에 참가할 일본 U-20 국가대표팀에도 발탁되었으며, 5경기에 출전, 2득점을 기록했으며, 3위에 기여했다.